# چارلی درینکوت
چارلی درینکوت (انگلیسی: Charlie Drinkwater; ۲۵ ژوئیهٔ ۱۹۱۴ – ۸ آوریل ۱۹۹۸) بازیکن فوتبال اهل بریتانیا بود.
از باشگاه‌هایی که در آن بازی کرده‌است می‌توان به باشگاه فوتبال چارلتون اتلتیک، باشگاه فوتبال هندون، باشگاه فوتبال استون ویلا، باشگاه فوتبال برنتفورد، باشگاه فوتبال واتفورد، و باشگاه فوتبال توکینگتون مانور اشاره کرد.
وی همچنین در تیم ملی فوتبال England Juniors بازی کرده‌است.